# Protea amplexicaulis
Protea amplexicaulis (лат.) — кустарник, вид рода Протея (Protea) семейства Протейные (Proteaceae), эндемик Западно-Капской провинции в Южной Африке. Раскидистая протея с бархатистыми соцветиями, закрытыми под необычными серо-зелёными листьями с розовыми краями.

## Таксонимия
Вид описан Робертом Броуном в 1810 года в Transactions of the Linnean Society of London.

## Ботаническое описание
Protea amplexicaulis — низкорослый раскидистый кустарник, варьирующий по размеру и достигающий до 1,3 м в диаметре, тогда как высота остаётся менее 50 см. Растение часто растёт близко к земле и было обнаружено на скальной поверхности. Тонкие стебли из полутвёрдой древесины. Розовые ветви растут горизонтально из короткого единственного основного стебля. Кора тускло-серая. Листья от сердцевидных до овальных, с заострённым концом. Они расположены под прямым углом к стеблю и расположены довольно редко, но на молодых листьях расположение может быть более плотным. Листьай сидячие, т.е. не имеют черешка, и у основания обхватывают стебель. Листья матово-зелёные с яркими, почти люминесцентными розовыми краями. Новые побеги часто красновато-розовые, тогда как старые листья более тусклого, более матового оттенка зелёного. На более солнечных и больших высотах листья имеют тенденцию быть сине-серыми, а на морозе они становятся пурпурными. На более низких высотах листья обычно тускло-зелёные. С конца зимы до весны (с июня по сентябрь) у основания растения, скрытого под листьями и ветвями, образуются цветочные головки диаметром 60–80 мм. Они образуются в пазухах самых нижних листьев на всех стеблях и на старых приростах в центре растения. Шаровидные бутоны раскрываются в мелкие чашевидные соцветия. Цветки образуют плотную массу в центре цветочной головки; они кремового цвета с красными кончиками, окружены цветочными прицветниками. Внешняя поверхность цветочных прицветников бархатисто-опушённая и тёмно-пурпурно-чёрная, позже становится ржаво-коричневой, с реснитчатым краем. Их внутренняя поверхность от цвета слоновой кости до бледно-розового. Цветочные головки источают сильный дрожжевой запах, который привлекает опылителей, мелких млекопитающих, таких как мыши и землеройки. Семена заключены в твёрдые древесные огнеупорные цветочные головки и, таким образом, могут противостоять огню. Они хранятся на растениях несколько лет.

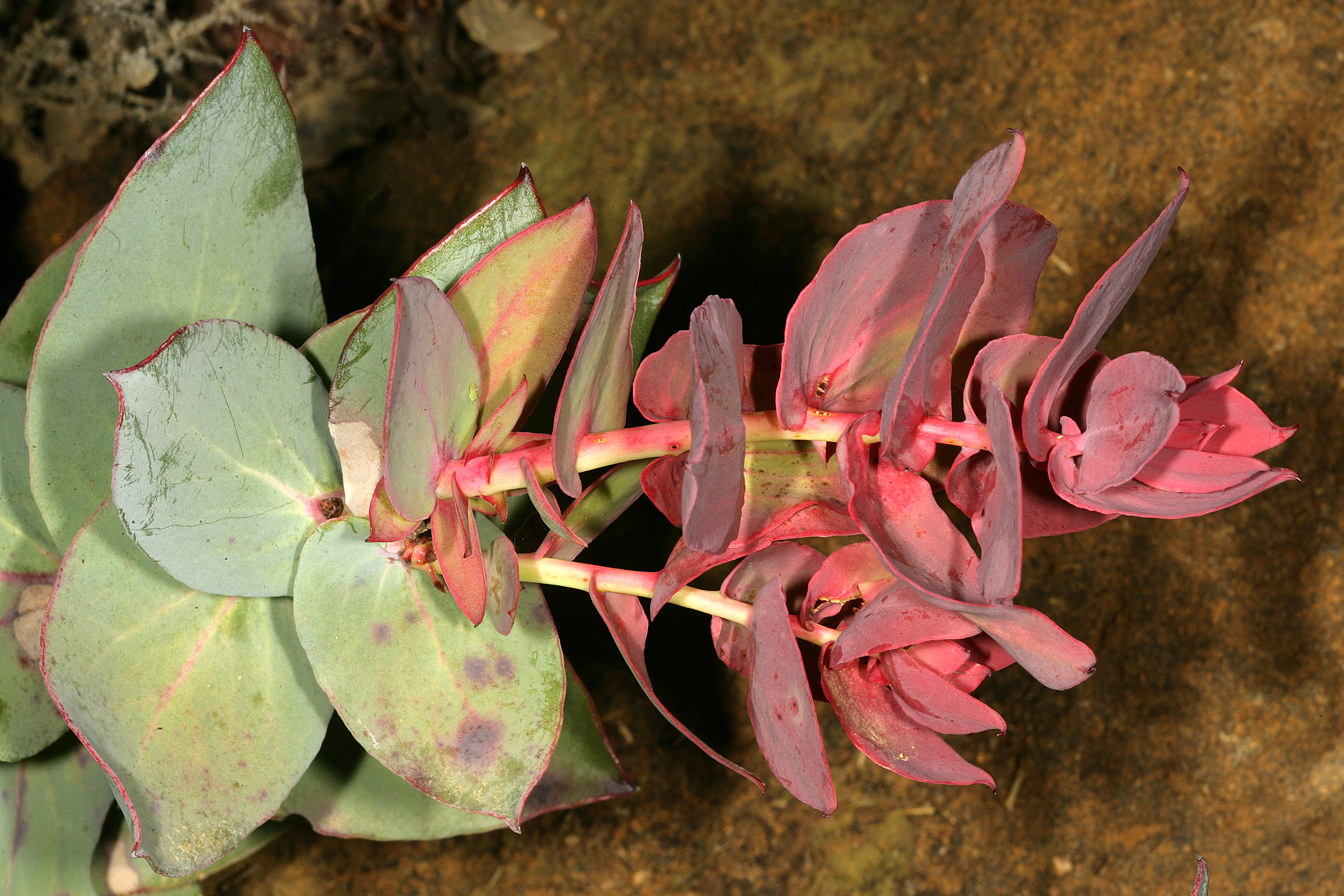
Молодой побег с листьями
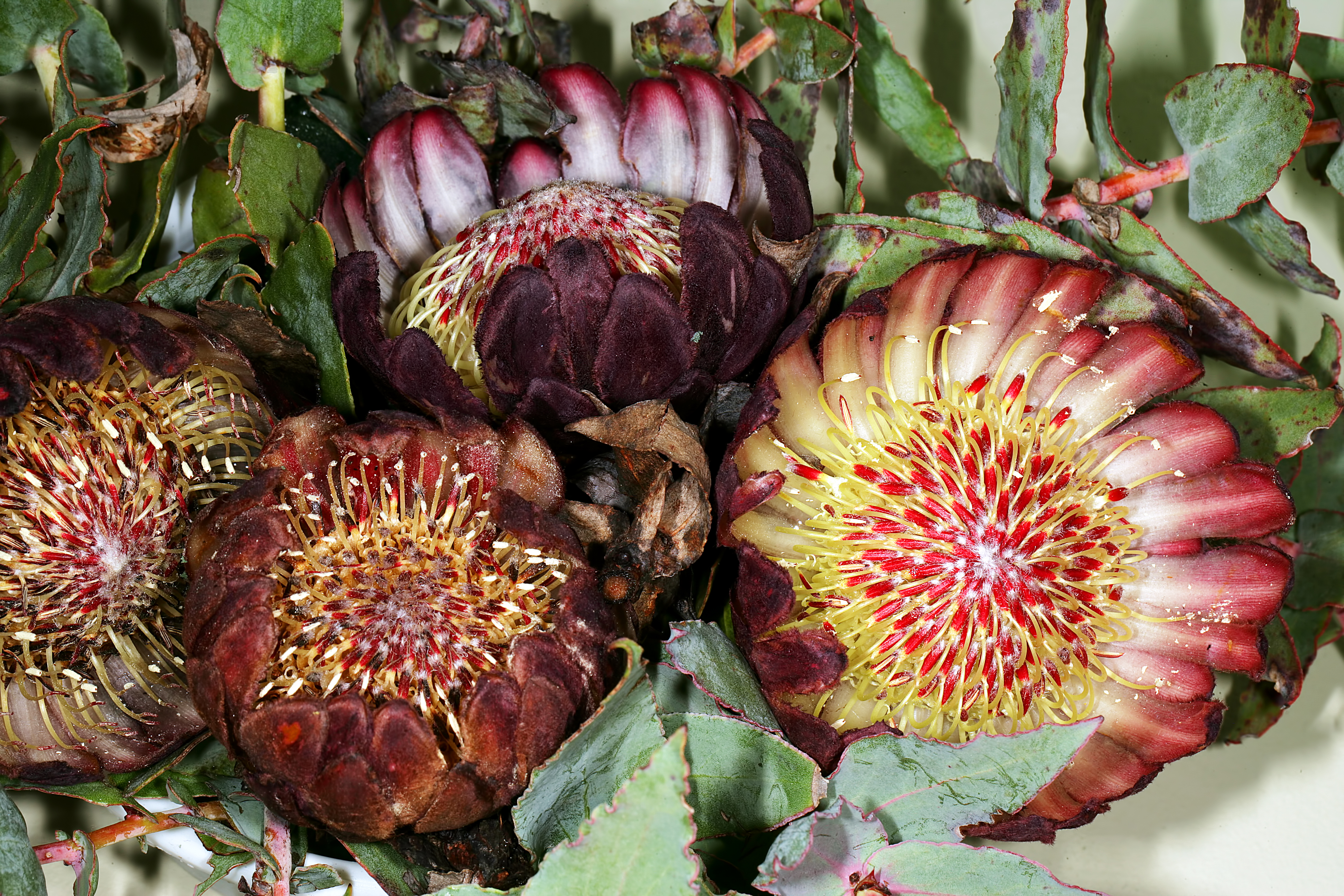
Соцветия

## Распространение и местообитание
Protea amplexicaulis — эндемик Западно-Капской провинции Южной Африки. Встречается вдоль внутренних горных хребтов Западно-Капской провинции. Ареал этого вида простирается от Куэ-Боккевельда до Лангеберха, Готтентотс-Голландии,  Свартберга в окрестностях Каледона, а также на восток до Вустера и вдоль хребта Рифирсондеренд. Растёт на песчаникоых почвах, на солнечных, северных, сухих, хорошо дренированных склонах. Произрастает в широком диапазоне высот от 180 до 1600 м.